# Bahnhof Bensheim
Der Bahnhof Bensheim ist ein Fernverkehrsbahnhof an der Bahnstrecke Frankfurt am Main–Heidelberg von Frankfurt nach Heidelberg. Im Bahnhof endet außerdem die Nibelungenbahn aus Worms.

## Geschichte

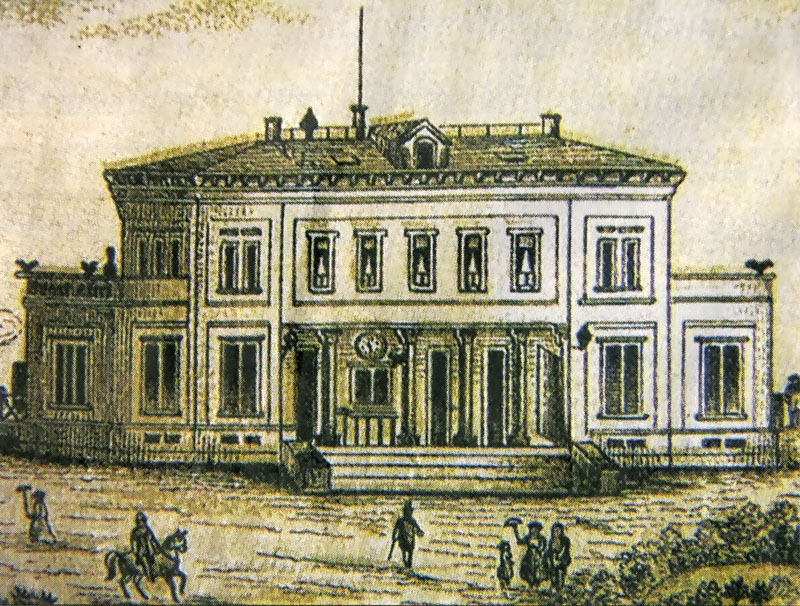
Der Bahnhof 1882 nach einer Lithographie von Albin Hermann Georg Strauss

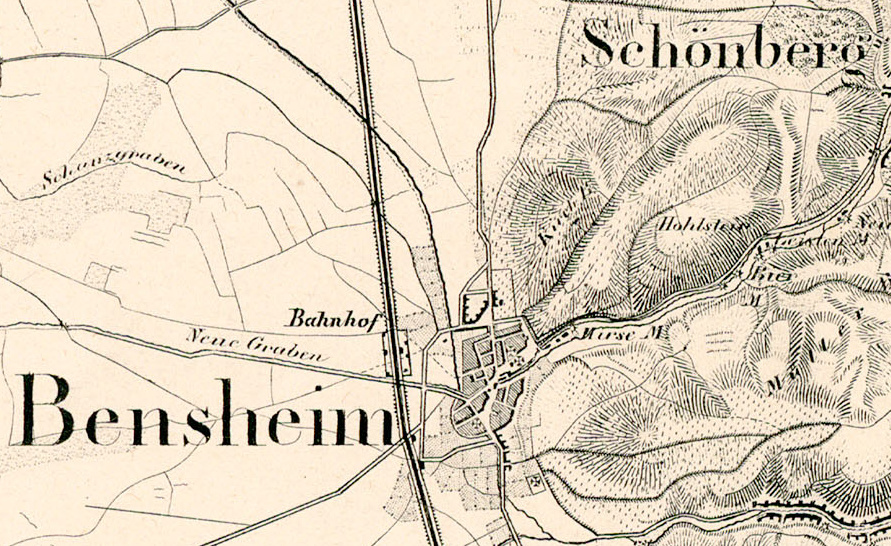
Karte von etwa 1850: Noch liegt der Bahnhof außerhalb der Stadt.

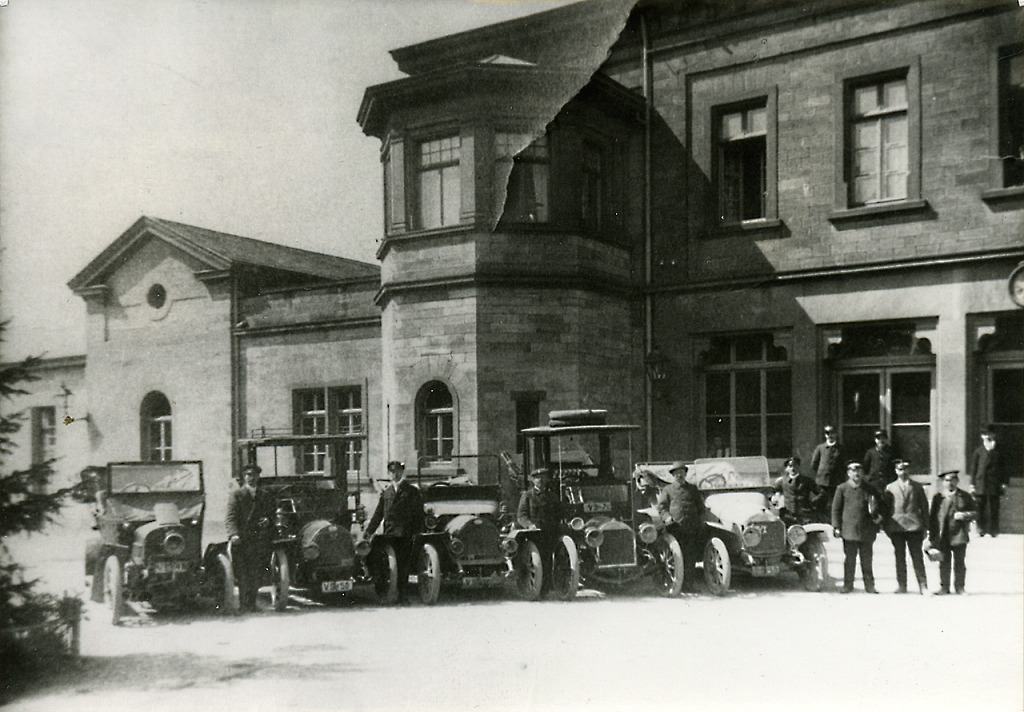
Fünf Droschken am Bahnhof Bensheim, 1911

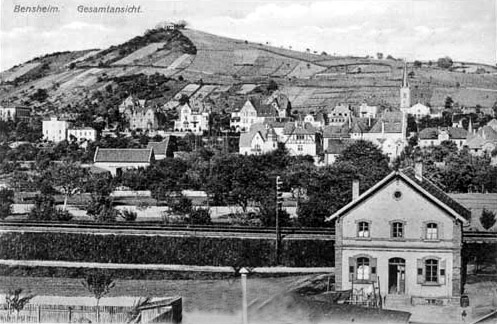
Die Bahnstrecke im Jahr 1907

Die Main-Neckar-Eisenbahn-Gesellschaft (MNB) nahm am 22. Juni 1846 ihren Betrieb in dem Streckenabschnitt auf, an dem Bensheim liegt. Der Ort erhielt damit auch seinen Bahnhof. 1851 bekam der heutige Ortsteil Auerbach – damals noch eine selbständige Gemeinde – einen eigenen Bahnhof.
1869 wurde von der Hessischen Ludwigsbahn (HLB) die Nibelungenbahn – von Worms kommend – in Betrieb genommen. Bis 1877 unterhielt die HLB eigenes Personal in Bensheim. Dann schloss sie einen Vertrag mit der MNB, dass deren Personal im Bahnhof Bensheim alle dort anfallenden Arbeiten für den Personenverkehr der HLB mit übernahm. Dafür erhielt die MNB eine jährliche Vergütung von 2500 Mark.

Pläne, die von Worms kommende Strecke in den Odenwald nach Lindenfels zu verlängern, wurden jahrzehntelang erörtert, gediehen auch bis zur Baureife, wurden aber nie umgesetzt.
1902 wurde die MNB – bis dahin eine Kondominalbahn zwischen Preußen, Großherzogtum Hessen und Baden – aufgelöst. Der Bahnhof Bensheim kam zur Preußisch-Hessischen Eisenbahngemeinschaft und war der Königlich Preußischen und Großherzoglich Hessischen Eisenbahndirektion Mainz unterstellt. 1903 erhielt der Bahnhof eine selbständige Güterabfertigungsstelle. Zwischen 1910 und 1911 wurde durch den Bau eines Damms die Bahnstrecke im Stadtbereich höher gelegt. Für diese Arbeiten wurde seitens der Eisenbahndirektion 1909 bis 1911 eine eigene Bauabteilung eingerichtet.
Zum 9. Oktober 1922 wurde die Lokomotivstation Heppenheim in den Bahnhof Bensheim verlegt, zum 1. April 1926 auch diese geschlossen.
Mitte der 1990er Jahre wurde der Bensheimer Güterbahnhof geschlossen; wenige Jahre später begann der Rückbau der Gleisanlagen.
Da noch nicht alle Bahnhöfe entsprechend hergerichtet waren, konnte die S-Bahn an der Bergstraße erst im Dezember 2018 in Betrieb genommen werden. Dazu wurde auch der Bahnhof Bensheim S-Bahn-tauglich ausgebaut, indem die Bahnsteige erhöht wurden. Des Weiteren umfasste die Bahnhofssanierung eine Verlängerung der Bahnsteige, damit auch längere Fernzüge in Bensheim halten können. Der komplette Bahnhof wurde mit Aufzügen barrierefrei gestaltet. Die Sanierung kostete insgesamt 7,5 Millionen Euro.

## Empfangsgebäude
Das Empfangsgebäude wurde 1845 nach Plänen Georg Mollers im Stil des Klassizismus stadtseitig (östlich der Bahnstrecke) errichtet. Die zweifarbige Fassade des zweigeschossigen, unterkellerten Sandsteingebäudes war mit neun Fensterachsen gegliedert, mit einer zentralen Fünfergruppe. Um 1900 wurde die Straßenfront durch zwei an den Seiten symmetrisch angeordnete und als Oktogonalpavillons gestaltete Vorbauten und weitere seitliche Anbauten umgestaltet. Die Traufe des flachen Walmdaches ist durch einen umlaufenden Volutenfries geschmückt.
Das Empfangsgebäude ist eines der ältesten vollständig erhaltenen in Hessen. Es ist ein Kulturdenkmal aufgrund des Hessischen Denkmalschutzgesetzes.

## Gleise
Der Bahnhof verfügt heute über vier Gleise. Das heute stillgelegte und demontierte Gleis 5 diente früher dem Güterverkehr.
- Gleis 1 dient dem Fern- und Regionalverkehr in Richtung Darmstadt und Frankfurt am Main.
- Gleis 2 dient dem Fern- und Regionalverkehr in Richtung Mannheim und Heidelberg.
- Gleis 3 dient dem Regionalverkehr Richtung Mannheim und Mainz.
- Gleis 4 dient dem Regionalverkehr der Nibelungenbahn in Richtung Worms.

## Verkehr

### Fernverkehr

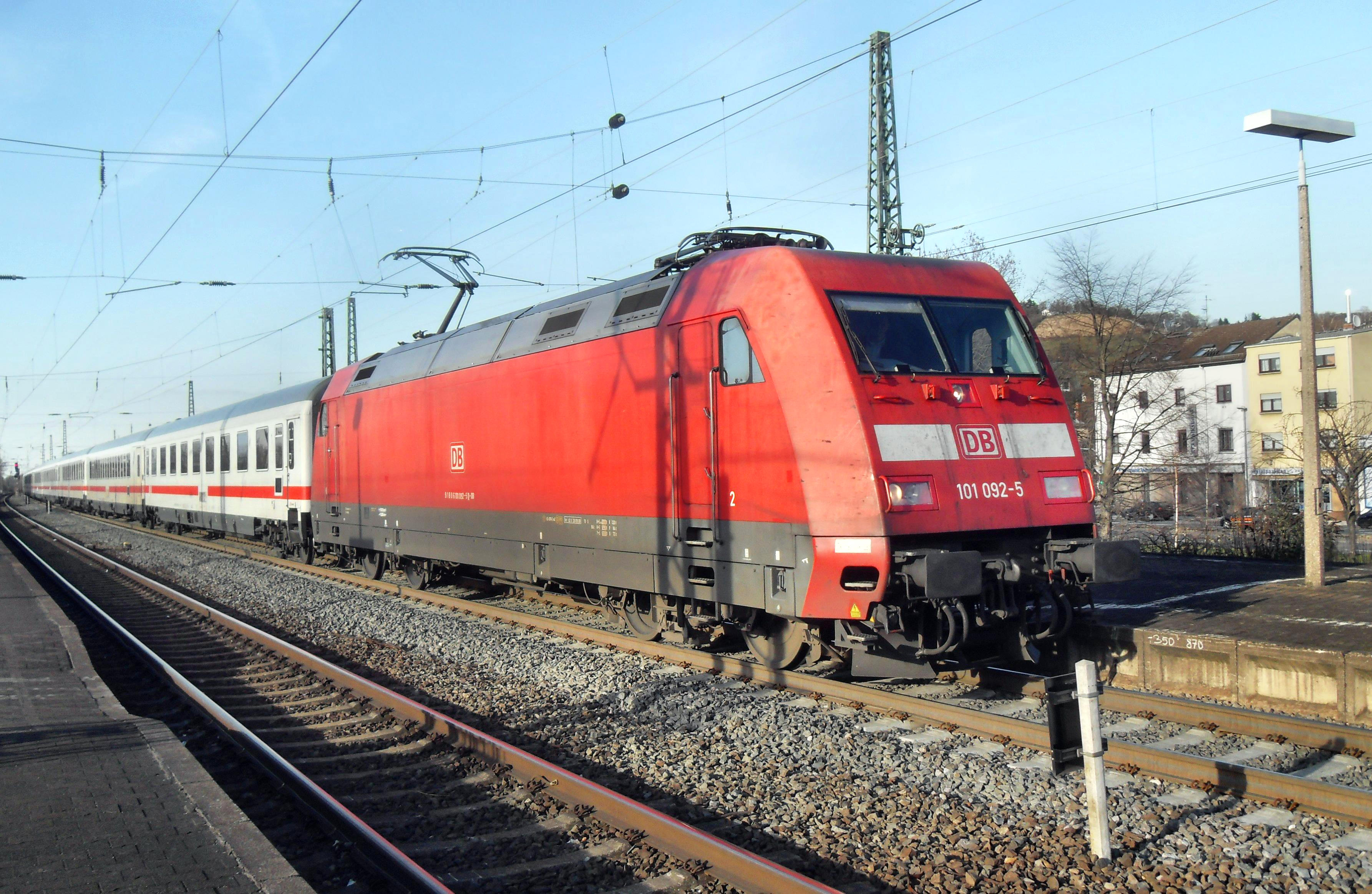
Eurocity im Bensheimer Bahnhof

Täglich verkehren bis zu 33 Fernverkehrszüge über den Bensheimer Bahnhof.
| Linie    | Linienverlauf | Takt               |
| -------- | --- | ------------------ |
| ICE 15   | Stuttgart Hbf – Bensheim – Darmstadt Hbf – Frankfurt (Main) Hbf – Erfurt Hbf – Halle (Saale) Hbf – Berlin Hbf – Pasewalk – Ostseebad Binz | einzelne Züge      |
| ICE 26   | Hamburg-Altona – Hamburg-Dammtor – Hamburg Hbf – Hamburg-Harburg – Lüneburg – Uelzen – Celle – Hannover Hbf – Göttingen – Kassel-Wilhelmshöhe – Wabern (Bz Kassel) – Treysa – Marburg (Lahn) – Gießen – Friedberg (Hess) – Frankfurt (Main) Hbf – Darmstadt Hbf – Bensheim – Weinheim (Bergstr) Hbf – Heidelberg Hbf – Wiesloch-Walldorf – Bruchsal – Karlsruhe Hbf                                                                                            | 2-Stunden-Takt     |
| ICE 50   | Dresden Hbf – Leipzig Hbf – Erfurt Hbf – Eisenach - Fulda – Frankfurt (Main) Hbf – Darmstadt Hbf – Bensheim – Mannheim Hbf – Neustadt (Weinstr) Hbf – Kaiserslautern Hbf – Homburg (Saar) Hbf – Saarbrücken Hbf | ein Zugpaar        |
| IC/EC 62 | Frankfurt (Main) Hbf – Darmstadt Hbf – Bensheim – Weinheim (Bergstr) Hbf – Heidelberg Hbf – Stuttgart Hbf – Ulm Hbf – Günzburg – Augsburg Hbf – München Hbf – München Ost – Rosenheim – Prien am Chiemsee – Traunstein – Freilassing – Salzburg Hbf – Golling-Abtenau – Bischofshofen – St. Johann im Pongau – Schwarzbach-St. Veit – Dorfgastein – Bad Hofgastein – Bad Gastein – Mallnitz-Obervellach – Spittal-Milstättersee – Villach Hbf – Klagenfurt Hbf | 2 Zugpaare täglich |

### Regionalverkehr und S-Bahn
| Linie | Verlauf | Takt       |
| ----- | --- | ---------- |
| RE 60 | Main-Neckar-Bahn: Frankfurt (Main) Hbf – Langen (Hess) – Darmstadt Hbf – Bickenbach (Bergstr) – Zwingenberg (Bergstr) – Bensheim – Heppenheim (Bergstr) – Hemsbach – Weinheim Hbf – Ladenburg – Neu-Edingen/Friedrichsfeld – Mannheim Hbf Stand: Fahrplanwechsel Dezember 2021 | 60/120 min |
| RB 63 | Bensheim – Lorsch – Riedrode – Bürstadt – Hofheim (Ried) – Worms Hbf | 60 min     |
| RB 67 | Main-Neckar-Bahn: Frankfurt (Main) Hbf – Langen (Hess) – Darmstadt Hbf – Darmstadt Süd – Darmstadt-Eberstadt – Bickenbach (Bergstr) – Hähnlein-Alsbach – Zwingenberg (Bergstr) – Bensheim-Auerbach – Bensheim – Heppenheim (Bergstr) – Laudenbach (Bergstr) – Hemsbach – Weinheim (Bergstr) Hbf – Weinheim-Lützelsachsen – Heddesheim/Hirschberg – Ladenburg – Neu-Edingen/Friedrichsfeld – (Mannheim-Seckenheim – Mannheim ARENA/Maimarkt – Mannheim Hbf) (einzelne Züge in Tagesrandlage) / Schwetzingen (– Hockenheim) (HVZ) Flügelung in Neu-Edingen/Friedrichsfeld. Zugteil nach Heidelberg als RB 68. Stand: Fahrplanwechsel Dezember 2021                              | 60 min     |
| RB 68 | Main-Neckar-Bahn: Frankfurt (Main) Hbf – Langen (Hess) – Darmstadt Hbf – Darmstadt Süd – Darmstadt-Eberstadt – Bickenbach (Bergstr) – Hähnlein-Alsbach – Zwingenberg (Bergstr) – Bensheim-Auerbach – Bensheim – Heppenheim (Bergstr) – Laudenbach (Bergstr) – Hemsbach – Weinheim (Bergstr) Hbf – Weinheim-Lützelsachsen – Heddesheim/Hirschberg – Ladenburg – Neu-Edingen/Friedrichsfeld – Heidelberg-Pfaffengrund/Wieblingen – Heidelberg Hbf (– Heidelberg-Kirchheim/Rohrbach – St Ilgen-Sandhausen – Wiesloch-Walldorf) (wochentags) Flügelung in Neu-Edingen/Friedrichsfeld. Zugteil nach Schwetzingen/Mannheim als RB 67. Stand: Fahrplanwechsel Dezember 2021          | 60 min     |
| S 6   | Bensheim – Heppenheim (Bergstr) – Laudenbach (Bergstr) – Hemsbach – Weinheim-Sulzbach – Weinheim (Bergstr) Hbf – (Weinheim-Lützelsachsen –) (einzelne Züge) Heddesheim/Hirschberg – Ladenburg – Neu-Edingen/Friedrichsfeld – Mannheim-Seckenheim – Mannheim ARENA/Maimarkt – Mannheim Hbf – Ludwigshafen (Rhein) Mitte – Ludwigshafen (Rhein) Hbf – Ludwigshafen-Oggersheim – Frankenthal Süd – Frankenthal Hbf – Bobenheim – Worms Hbf – Osthofen – Mettenheim – Alsheim – Guntersblum – Dienheim – Oppenheim – Nierstein – Nackenheim – Bodenheim – Mainz-Laubenheim – Mainz Römisches Theater – Mainz Hbf (← Wiesbaden Hbf) (ein Zug) Stand: Fahrplanwechsel Dezember 2021 | 60 min     |

## Busbahnhof

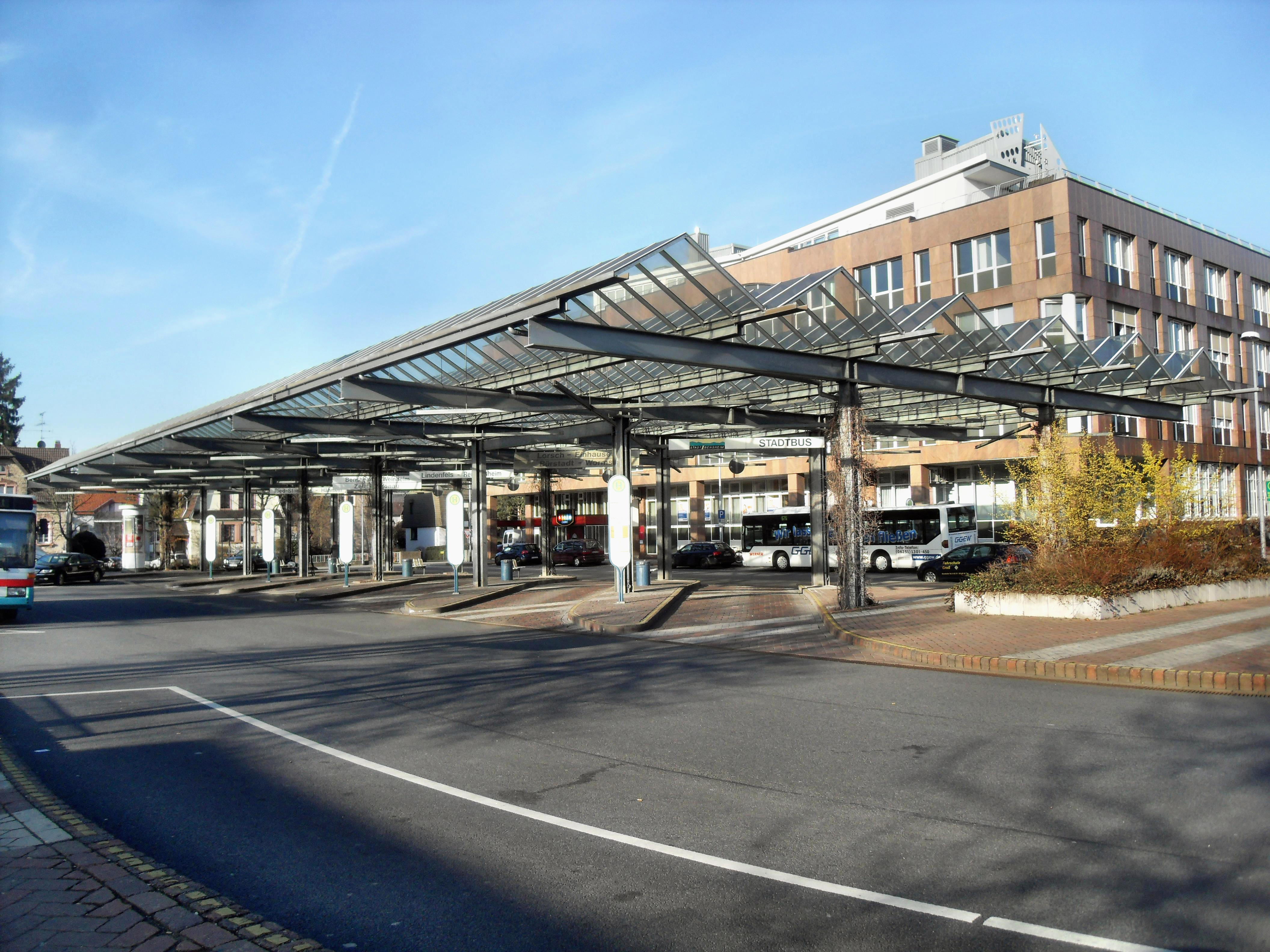
Der Bensheimer Busbahnhof

Vor dem Empfangsgebäude des Bensheimer Bahnhofs befindet sich der überdachte Busbahnhof mit sieben Haltestellen und Verbindungen in die Bensheimer Stadtteile per Citybus sowie ins Lautertal, nach Bürstadt, Heppenheim, Jugenheim und Lorsch per Linienbus.

## Wanderwege
Direkt vor dem Bensheimer Bahnhof starten die vier kommunalen Rundwanderwege Bensheims:
- B1: Kirchbergweg,
- B2: Hohbergweg,
- B3: Rickenbruchweg,
- B4: Gronauweg.